# Говард, Трейлор
Тре́йлор Эли́забет Го́вард (англ. Traylor Elizabeth Howard; 14 июня 1966, Орландо, Флорида, США) — американская актриса

, наиболее известная по роли Натали Тигер в телесериале «Детектив Монк» (2005—2009).

## Биография
Родилась и выросла в городе Орландо, штат Флорида. Имеет университетскую степень по специальности «коммуникация и реклама», а также английскому языку (Флоридский государственный университет). До того как сняться в фильме «Пока не кончится ночь» в 1994, ещё во время учёбы в школе снималась в рекламных роликах (бренда «Juicy Fruit»).
Первая большая роль в 1996 в сериале «Школа Бостона».
В 1991—1993 годы Трейлор была замужем за актёром Кэмероном Холлом. В 2003—2006 годы Говард была замужем за актёром Кристианом Наварро. С 1 января 2011 года она замужем в третий раз за Джарелом Портманом. Имеет двух сыновей — Сабу Говарда (род. 24.11.2006) и Джульен Портман (род. 2014) от брака с Портманом.

## Фильмография
| Год       |     | Русское название                                   | Оригинальное название                        | Роль                      |
| --------- | --- | -------------------------------------------------- | -------------------------------------------- | ------------------------- |
| 1994      | с   | Лоис и Кларк: Новые приключения Супермена          | Lois & Clark: The New Adventures of Superman | помощница доктора Хеллера |
| 1994      | ф   | Пока длится ночь                                   | Till the End of the Night                    | Фрэн                      |
| 1996—1997 | с   | Бостонская школа                                   | Boston Common                                | Джой Бирнс                |
| 1998—2001 | с   | Два парня и девушка                                | Two Guys and a Girl                          | Шэрон Картер              |
| 1998      | ф   | Тест на любовь                                     | Confessions of a Sexist Pig                  | Энни Хеннинг              |
| 1998      | ф   | Грязная работа                                     | Dirty Work                                   | Кэти                      |
| 2000      | ф   | Я, снова я и Ирэн                                  | Me, Myself & Irenе                           | Лайла Бейлигейтс          |
| 2002      | с   | Брэм и Элис                                        | Bram & Alice                                 | Элис О'Коннор             |
| 2002      | с   | Западное крыло                                     | The West Wing                                | Лиза Шарборн              |
| 2002      | с   | Первый понедельник                                 | First Monday                                 | Эшли Ривертон             |
| 2002      | с   | Женская бригада                                    | The Division                                 | Сара Франзен              |
| 2005—2009 | с   | Детектив Монк                                      | Monk                                         | Натали Тигер              |
| 2005      | ф   | Сын Маски                                          | Son of the Mask                              | Тоня Эйвери               |
| 2010      | тф  | Нолан знает лучше                                  | Nolan Knows Best                             | Джули Нолан               |
| 2010      | кор | Саймон говорит, прекратим климатические изменения! | Simon Says Let's Stop Climate Change!        | имя персонажа неизвестно  |